# Observation (psychologie)
Pour les articles homonymes, voir Observation.
 (juillet 2008).
Si vous disposez d'ouvrages ou d'articles de référence ou si vous connaissez des sites web de qualité traitant du thème abordé ici, merci de compléter l'article en donnant les références utiles à sa vérifiabilité et en les liant à la section « Notes et références ».
En psychologie, l'observation professionnelle est une phase de sélection et de recueil d'informations caractérisée par une interaction minimale avec l'objet d'étude ou plutôt un échantillon ou représentant. Elle se place ainsi d'abord en opposition à l'expérimentation. L'observation sera alors une phase exploratoire de la recherche visant à se familiariser avec une situation ou un phénomène afin qu'émerge une hypothèse. Celle-ci formalisée, la réalisation de diverses observations appropriées permet de tenter sa vérification. L'observation est alors conçue en fonction d'un cadre théorique de référence. Chaque paramètre de l'observation doit être rigoureusement défini et justifié, l'observation étant un processus de base subordonné et intégré dans la démarche plus globale qu'est la méthode expérimentale.

## Exigence scientifique
L'observation est destinée à nous faire percevoir différemment les choses, à en avoir une image plus rigoureuse ; elle nous apprend à nous détacher de ce qui nous semble familier pour le percevoir autrement. Passer d'une perception simple à une méthode permettant de faire de la recherche. L'observation sera le résultat codé de l'acte d'observer suivi de l'acte d'interpréter.
Si la démarche d'observation ne nécessite pas d'avoir une hypothèse, la psychologie ne peut se contenter d'une telle situation. Ainsi, dans le cadre d'une psychologie scientifique, l'observation nécessite des hypothèses explicitées. Tout aussi indispensable, l'observation doit s'inscrire dans un cadre où les faits observés puissent être également observés par quiconque le souhaiterait, en d'autres termes, il est nécessaire que le cadre d'observation permette une observation répétable, donc contrôlable. La psychologie scientifique a comme règle que les observations soient répétables, c'est-à-dire contrôlable (mais attention, certains faits ne sont pas répétables : explosion d'une nova, événement politique, crise émotionnelle… donc ce qu'il faut c'est que les résultats d'observation du même type se confirment entre eux. Une reproduction exacte est désirable mais pas toujours réalisable). L'interprétation est inévitable dans l'observation. L'exactitude d'une observation n'est jamais garantie.

## L’observateur
L’observateur est celui qui observe et dégage de la réalité un certain nombre d'informations. Il recueille une quantité d'éléments qui lui paraissent pertinents. C'est un inventaire du réel, et déjà se pose un problème majeur celui de découper la réalité en unités pertinentes ! Pour cette raison mais aussi parce qu'il ne peut tout percevoir, ni tout vouloir observer, l'observateur fait donc un choix; il sélectionne les informations qu'il aura dégagées en fonction d'un objectif final qu'il se doit de déterminer à l'avance; cela est nécessaire s'il ne tient pas, lors du dépouillement, à se retrouver face à une masse d'informations brute dont il ne saura que faire, ou s'il ne veut pas courir le risque que certains éléments importants passent inaperçus parce que mal ciblés. L’observateur est soit indépendant (observation d'un groupe sans s'y intégrer), soit participant (intégration au groupe observé, ex : ethnologie).

## Technique
La technique d'observation doit avant tout être adaptée à l'objectif.
En général, l'instrument de mesure est un moyen de coder l'information relevée afin de la "traduire" en une forme plus facile à analyser permettant ainsi d'en dégager des tendances, des règles. Les matériels d'enregistrement, et surtout leur emploi, peuvent entraîner différentes formes de réactivité. Les techniques utilisées permettent différentes approches, par exemple "voir sans être vu" ou au contraire diminuer la distance entre observateur et observé.

### Les enregistrements
La caméra permet de revoir autant de fois que voulu l'objet observé, l'éphémère d'une situation peut donc ainsi être reproduit. Mais en même temps, la vidéo n'offre qu'une vision restreinte du champ d'observation dans certains cas, et une information si dense que la transcription peut en devenir ardue.
Les caméscopes permettent de garder une trace riche de ce qui s’est passé. Toutefois des problèmes multiples apparaissent. D’une part, on ne peut pas ignorer les problèmes juridiques et déontologiques de la prise de vue en public. D’autre part, le travail de transcription des enregistrements est à la fois très difficile et très astreignant. Il convient donc d’examiner soigneusement si, véritablement les enregistrements sont nécessaires et s’il ne conviendrait pas mieux de mettre au point une grille d’observation adaptée à ce qu’on cherche.

### La grille d’observation
Les observations recueillies ne sont généralement pas utilisables dans leurs formes primitives (surtout si l’observation était complexe : apprentissage sensori-moteur chez l’enfant ou une discussion dans un groupe). Si l'observation est transmise en un langage commun sans qu'il y ait de règles bien établies, un protocole d'observation, la comparaison entre individus, groupes, ne peut être établie faute de lieu commun entre les différents observateurs. C'est pourquoi l'observateur a besoin d'un langage bien codifié et n'utilisant qu'un nombre restreint de concepts, chacun extrêmement bien défini et clair. Ce "langage" doit contenir un ensemble de critères permettant à chacun des observateurs de classer leurs observations selon des règles bien définies. Le choix des critères se fait en fonction des hypothèses. L’observateur aura donc besoin d'un langage spécialisé, n’utilisant qu’un nombre limité de concepts donc chacun soit défini de façon explicite. Ce sont des ensembles de classes d’équivalences. Pour les construire on doit décider de certains critères permettant de classifier les observations. Ceci invoque les hypothèses préalables, le choix de certains critères plutôt que d’autres se fait en fonction d’hypothèses sur la structure sous-jacente aux faits observés (ex : Piaget, dans le langage et la pensée chez l’enfant. En recueillant les phrases des enfants en huit catégories).

## Quantification
Les méthodes quantitatives en psychologie offrent de nombreuses possibilités, de même elles posent des problèmes qui ne sont pas spécifiques à l'observation. Lorsque l'observation devient plus systématique on utilise davantage des instruments, les résultats des observations sont très souvent traduits sous une forme numérique. Les réserves, les critiques qui ont été soulevées à propos de la systématisation de l'observation sont souvent associées aux critiques qui émanent de l'observation psychologique: la précision de la quantification serait incompatible avec l'imprécision inévitable des observations psychologiques. La formulation quantitative permet le repérage des régularités dans les observations : il est impossible de relever des régularités par une lecture directe de centaines de données par exemple.
Le langage numérique peut exprimer différents degrés d'incertitude ou de certitude. Un psychologue peut observer un nombre d'enfants placés devant un matériel ; il est probable que ces enfants manifestent des comportements différents devant ce matériel, en conséquence, il serait ambigu de faire un pronostic sur le comportement que pourrait avoir un enfant sur ce matériel. Par contre, il est tout à fait possible de catégoriser les comportements observés, d'en compter les effectifs. La quantification a l'avantage de rendre compte de l'incertitude du psychologue. C'est le cas, par exemple, dans le degré d'accord inter-juges, il ne peut être clairement perçu que s'il est exprimé sous forme quantitative. L’accord inter-juges est un accord entre deux observateurs ou plus sur la nature de ce qui est observé, classé ou ordonné lors d'une observation systématique.